# 텔레트레세
《텔레트레세》는 매일 밤 9시에 카날 13에서 방송되는 칠레의 뉴스 프로그램이다.

## 앵커

### 평일
- 라몬 우요아 (2012 ~ 현재)
- 코스탄사 산타 마리아 (2014 ~ 현재)

### 주말
- 알바로 파시 (2013 ~ 현재)
- 이반 발렌수엘라 (2014 ~ 현재)

## 그 외 텔레트레세 프로그램
- 텔레트레세 AM (오전 6시 30분)
- 텔레트레세 탈데 (오후 1시 30분)
- 텔레트레세 노체 (오전 12시 20분)